# 暗殺教室
《暗殺教室》（日語：暗殺教室）是日本漫畫家松井優征創作的漫畫作品，於集英社漫畫雜誌《週刊少年Jump》2012年31號開始連載，每話的標題是。台灣中文版由東立出版社漫畫雜誌《寶島少年》2012年46號開始連載，每話的標題是「XX的一課」。香港中文版由天下出版代理發行，每話的標題是「XX課」。
截至2016年7月，漫畫單行本已累計發行超過2500萬冊。。單行本第6卷與同刊作品《黑子的籃球》第24卷單行本初版發行量一同突破100萬部，是《週刊少年Jump》創刊以來46年來的首次佳績。曾獲得2014年度「這本漫畫真厲害！」（日語：このマンガがすごい！）男子部門的第一名。2015年榮獲SUGOI JAPAN Award漫畫部門第10名。
2014年6月24日公開動畫化與真人電影化的消息。於《週刊少年Jump》2014年33號公佈動畫版的播放時間為2015年1月每週五的深夜時段。於動畫14集後放出第二季製作的消息。動畫第二季在2016年開始播出。
暗杀教室的原作漫画、電視動畫第二季以及真人电影于2016年同步完结。暗殺教室劇場版與殺老師Q動畫版，2016年11月19日在日本上映。

## 故事
《暗殺教室》是松井優征在《魔人偵探腦嚙涅羅》後推出的連載。雖然和一般的教師作品同樣以教育及解決學生日常生活及心理問題為主題，不同的是有許多諷刺。對一些發人深省的社會議題作探討，也有獨特而蘊含哲理的詮釋。
號稱史上最凶惡的超生物「殺老師」將月球炸掉了七成，並揚言明年3月要炸掉地球，卻因不明目的主動要求擔任椚丘中學3年E班的教師。各國首腦將暗殺重任交給椚丘中學3年E班，為他們配送特製的「對殺老師用特殊武器（Special Arms Against Unidentified Slimy Octopus，簡稱S·A·A·U·S·O）」，希望他們能在一年之內消滅殺老師，報酬是一百億日元。從第二學期開始，國家決定讓暗殺成功者獨得一百億日元報酬，協力團體共享三百億日元報酬。
全班同學想盡辦法殺死殺老師，故事就圍繞著這樣非日常的校園生活而展開。

### 劇情
本故事主要為老師和學生在不到一年的時間所發生的故事概要，对于杀老师过去的故事也有涉及。
四月（第一卷；第1話－第7話）
- 介紹殺老師和椚丘中學3年E班的背景設定。
- 杉野友人、赤羽業、奧田愛美 等的個人回。

五月（第二卷到第三卷；第8話－第22話）
- 職業殺手－伊莉娜·葉拉維琪登場，決心以「老師」身份留下暗殺殺老師。
- 第一學期期中考，因理事長淺野學峯的干擾未能達成全班皆進前50名的目標。
- 神崎有希子(校外教學)、自律思考固定砲台的個人回。

六月（第三卷到第五卷；第23話－第36話）
- 前原陽斗、堀部糸成的個人回。
- 伊莉娜的師傅羅夫洛・布洛夫斯基初登場，見識伊莉娜的成長後同意她的留下。
- 球技大賽3-E男生和女生分別對抗棒球社和女籃社，女生飲恨敗北，男生獲勝。

七月（第五卷到第七卷；第37話－第56話）
- 菅谷創介、片岡惠、寺坂龍馬 等的個人回。
- 接替了烏間惟臣訓練的工作的鷹岡明登場，被潮田渚擊敗後，被淺野學峯開除。
- 第一學期期末考。3-E和3-A競爭哪方能得到較多的單科第一名，E班勝出，並得到暑假旅行的資格。
- 第一學期結業。

八月（第七卷到第九卷；第57話－第76話）
- 暑假開始。
- 倉橋陽菜乃、岡島大河、不破優月、矢田桃花、千葉龍之介、速水凜香 等的個人回。
- 羅夫洛傳授「必殺技」給渚。透露現今最強的殺手為「死神」。
- 3-E在普久間島執行的大型暗殺計畫，因殺老師的完全防禦形態而宣告失敗。
- 第三方勢力投放病毒並威脅3-E交出殺老師。3-E潛入靠戰術並依序打倒3位殺手。
- 幕後黑手揭曉為鷹岡明，倆人對決時渚居於劣勢，渚後用必殺技將之擊敗。鷹岡明因一連串暴行被逮捕。
- 羅夫洛被「死神」擊敗，在醫院昏迷了一個月。
- 暑假結束。

九月（第九卷到第十一卷 ；第77話－第94話）
- 第二學期開始。
- 竹林孝太郎、茅野楓、堀部糸成、木村正義、原壽美鈴、磯貝悠馬 等的個人回。
- 導入跑酷、火藥技術。
- 殺老師被誤為偷內衣的犯人。後揭露為白先生引出殺老師的陰謀。但糸成不敵殺老師而被白捨棄。
- 體育祭倒桿比賽。

十月（第十二卷到第十三卷 ；第95話－第111話）
- E班因為沉迷於力量而得意忘形，在城中使用跑酷，结果失误弄傷一位路过的托兒所園長。為了補償園長的損失，E班要到托兒所代替園長教導小孩。其後E班重審力量的定義，了解到力量也可以為他人使用。E班因為到托兒所教導小孩，沒有時間準備期中考試而慘敗。只有業有在暑假期間預習過而得到全校第2的好成績。E班和A班約定在期未考進行最終的對決。
- E班得到新款式且更耐用的體育服。
- 比琪被死神視為獵殺目標，後被死神綁架。E班為了拯救比琪，和死神正面衝突。最後烏間在殺老師的協助下打敗死神。
- 三村航輝、中村莉櫻的個人回。
- 本部長透露在3月世界各國會有驚人的「最終計畫」。
- 白和落敗的死神接觸。

十一月（第十三卷到第十四卷；第112話－第120話）
- 潮田渚的個人回。
- 學園祭開始，E班和A班再度對決。和E班有關係的舊角色來捧場E班的餐廳。銷售額排行為A班第一，E班第三。
- 淺野學秀和理事長的理念開始分歧。第二學期期末考開始，理事長親自教導A班課業。學秀想阻止理事長瘋狂的行為而向E班求助，希望能給父親和夥伴正確的敗北。

十二月（第十四卷到第十五卷；第121話－第133话）
- 第二學期期末考開始，E班目標全班進前50名。
- 理事長淺野學峯的過去揭曉。
- 茅野的真實身份揭曉。
- 殺老師身份公開，親口說出自己曾是世界第一殺手－－死神。

兩年前至一年前（第十六卷；第134話－第136話）
- 死神（殺老師）因二代死神背叛被捉，並和雪村老師相遇。

前一年的三月（第十六卷；第137話－第140話）
- 死神（殺老師）和雪村老師約定好，要幫他教導3-E的學生。

一月（第十六卷－第十八卷；第141話－第153話）
- E班知道殺老師過去後，失去殺死他的動力。
- 渚向全班同學提出要尋找拯救殺老師、不讓他在三月爆炸的方法，以此為開端，班上同學分裂成拯救殺老師的「拯救派」，以及主張繼續進行暗殺的「暗殺派」。雙方在殺老師的提議下進行了一場生存遊戲，來決定是否要繼續暗殺。最後拯救派獲勝，但烏間老師設下時間限制，拯救方法只能在一月找。不論結果如何，都要繼續暗殺。
- E班從國際太空站竊取拯救殺老師的研究方法並由渚和業上太空竊取拯救殺老師的數據，得知爆炸風險與生物大小成反比，個頭越大越穩定；再加上使用某藥物促進硅化物的流動，爆炸的可能性不到1%。其藥物奧田曾經做出來過。
- E班決定在畢業之前全力暗殺，做好會因為暗殺得到什麼或失去什麼的覺悟。

二月（第十八卷－第十九卷；第154話－第161話）
- 高中入學考試逼近，殺老師要E班思考在從暗殺教室畢業後的出路。
- 渚心中湧現當老師的志向。
- 柳澤和二代死神聯手要在三月殺死殺老師。
- 岡野日向的個人回、情人節。
- 最終暗殺計畫的中心人物北条登場。

三月（第十九卷－第二十一卷；第162話－178話）
- E班全體考上第一志願或第二志願的高中。
- 渚確定要成為老師。
- 最終暗殺計畫發動，政府抺黑殺老師。殺老師躲過第一擊，但被困住無法離開校舍，下一波攻擊在3月12日（殺老師爆炸和E班畢業前夕）。
- 為了再見殺老師一面，E班潛入山中，擊敗北条集團後，E班和殺老師重逢。
- 殺老師認定自己在最終暗殺計畫前沒有生還可能。並勸E班接受社會的現實，不要想反社會，有時要隱忍另尋出路。
- 柳澤和二代死神登場，兩人都觸手化意圖殺死殺老師，但被殺老師擊敗。
- E班決定要親手殺死殺老師，由渚給最後一擊。殺老師點完E班最後一次名作為道別，在渚的刺擊下笑著化為白光死去。

畢業7年後（第二十一卷；第179話－180話）
- 烏間和比琪結婚。
- 茅野以磨賴榛名名義復出演藝圈。
- E班沒有建立殺老師和雪村老師的墓，而是把有過他們的E班校舍當作隨時可以回來懷念的場所。
- E班用暗殺教室所學習的一切延續到社會和未來。
- 渚到不良學校——極樂高中，教育實習，用了暗殺技巧和殺老師相同的開場白開始授業。

## 角色介紹
- 粗體字為主要角色。

| 角色                      | 聲優       | 聲優       | 聲優       | 聲優           | 聲優                | 聲優       | 電影卡司   | 電影卡司              |            |
| 角色                      | VOMIC      | OVA        | TV         | TV             | TV                  | TV         | 演員       | 台灣配音              |            |
| 角色                      | VOMIC      | OVA        | 日本       | 台灣 Animax版  | 台灣 木棉花版       | 香港       | 演員       | 台灣配音              |            |
| 3年E班教師                | 3年E班教師 | 3年E班教師 | 3年E班教師 | 3年E班教師     | 3年E班教師          | 3年E班教師 | 3年E班教師 | 3年E班教師            | 3年E班教師 |
| ------------------------- | ---------- | ---------- | ---------- | -------------- | ------------------- | ---------- | ---------- | --------------------- | ---------- |
| 殺老師                    | 小野坂昌也 | 關智一     | 福山潤     | 于正昌         | 黃天佑              | 蘇裕邦     | 二宮和也   | 宋克軍 何志威（死神） |            |
| 烏間惟臣                  | 鳥海浩輔   | 諏訪部順一 | 杉田智和   | 符爽           | 孫誠                | 蔡威賢     | 椎名桔平   | 曹冀魯                |            |
| 伊莉娜·耶拉維琪           | 淺野真澄   | 堀江由衣   | 伊藤靜     | 穆宣名         | 傅其慧              | 王慧珠     | 知英       | 魏晶琦                |            |
| 雪村亞久里                | －         | －         | 川澄綾子   | 穆宣名         | 傅其慧              | 姜嘉蕾     | 桐谷美玲   | 詹雅菁                |            |
| 3年E班學生（依座號排序）  |            |            |            |                |                     |            |            |                       |            |
| 赤羽業 （E-1）            | 島崎信長   | 岡本信彥   | 岡本信彥   | 王辰驊         | 江志倫              | 袁德基     | 菅田將暉   | 賴緯 →張立昂          |            |
| 磯貝悠馬 （E-2）          | 本橋大輔   | 上村祐翔   | 逢坂良太   | 王辰驊         | 江志倫              | 張振熙     | 加藤雄飛   | 不固定配音            |            |
| 岡島大河 （E-3）          | －         | 中務貴幸   | 內藤玲     | 鈕凱暘         | 孫誠                | 嚴鎮華     | 長村航希   | 曹冀魯                |            |
| 岡野日向 （E-4）          | 内村史子   | 飛野可奈子 | 田中美海   | 穆宣名         | 錢欣郁              | 廖欣怡     | 高橋紗妃   | 不固定配音            |            |
| 奧田愛美 （E-5）          | －         | 荒川美穗   | 矢作紗友里 | 穆宣名         | 傅其慧              | 黃紫嫻     | 上原實矩   | 魏晶琦                |            |
| 片岡惠 （E-6）            | 福原綾香   | 後藤香織   | 松浦知惠   | 陳貞伃         | 錢欣郁              |            | 宮原華音   | 不固定配音            |            |
| 茅野楓 （E-7）            | 大地葉     | 竹達彩奈   | 洲崎綾     | 薛晴           | 傅其慧              | 石梓晴     | 山本舞香   | 曾允凡                |            |
| 神崎有希子 （E-8）        | －         | 佐藤利奈   | 佐藤聰美   | 陳貞伃         | 錢欣郁              | 鄭家蕙     | 優希美青   | 詹雅菁                |            |
| 木村正義 （E-9）          | －         | 橋田旭弘   | 川邊俊介   | 陳貞伃 →喬資淯 | 孫誠                |            | 荒井祥太   | 胡鎮璽                |            |
| 倉橋陽菜乃 （E-10）       | －         | 福山綾夏   | 金元壽子   | 薛晴 →楊詩穎   | 傅其慧              | 陳頴琪     | 志村玲那   | 不固定配音            |            |
| 潮田渚 （E-11）           | 山本希望   | 東山奈央   | 淵上舞     | 陳貞伃         | 錢欣郁              | 顧詠雪     | 山田涼介   | 何志威                |            |
| 菅谷創介 （E-12）         | －         | 不明       | 宮下榮治   | 梁群 →喬資淯   | 孫誠                | 黃尉斯     | 小澤顧亞   | 不固定配音            |            |
| 杉野友人 （E-13）         | －         | 本城雄太郎 | 山谷祥生   | 鈕凱暘         | 陳彥鈞              | 黃榮璋     | 市川理矩   | 不固定配音            |            |
| 竹林孝太郎 （E-14）       | －         | －         | 水島大宙   | 喬資淯         | 黃天佑              |            | 吉原拓彌   | 不固定配音            |            |
| 千葉龍之介 （E-15）       | －         | －         | 間島淳司   | 鈕凱暘         | 江志倫              |            | 大岡拓海   | 不固定配音            |            |
| 寺坂龍馬 （E-16）         | 小池謙一   | －         | 木村昴     | 鈕凱暘         | 陳彥鈞              | 嚴鎮華     | 菅原健     | 李世揚                |            |
| 中村莉櫻 （E-17）         | －         | 田端美保   | 沼倉愛美   | 薛晴           | 錢欣郁              | 姜嘉蕾     | 竹富聖花   | 詹雅菁                |            |
| 狹間綺羅羅 （E-18）       | －         | 坂本明日美 | 齋藤楓子   | 穆宣名         | 傅其慧              |            | 大熊杏實   | 不固定配音            |            |
| 速水凛香 （E-19）         | 優木加奈   | 森嵜美穗   | 河原木志穗 | 楊詩穎         | 傅其慧              |            | 田中日南乃 | 不固定配音            |            |
| 原壽美鈴 （E-20）         | －         | 山根希美   | 日野未步   | 陳貞伃         | 傅其慧              | 陳凱婷     | 金子海音   | 詹雅菁                |            |
| 不破優月 （E-21）         | －         | －         | 植田佳奈   | 楊詩穎         | 傅其慧              | 黃紫嫻     | 武田玲奈   | 不固定配音            |            |
| 前原陽斗 （E-22）         | －         | KENN       | 淺沼晉太郎 | 梁群           | 陳彥鈞              | 鄧永健     | 岡田隆之介 | 不固定配音            |            |
| 三村航輝 （E-23）         | －         | 山口智大   | 高橋伸也   | 梁群           | 陳彥鈞              | 黃尉斯     | 三河悠冴   | 胡鎮璽                |            |
| 村松拓哉 （E-24）         | －         | 宮本譽之   | 原澤晃綺   | 王辰驊         | 江志倫              | 杜景煜     | 高尾勇次   | 賴緯 →曹冀魯          |            |
| 矢田桃花 （E-25）         | －         | 戶田惠     | 諏訪彩花   | 薛晴           | 錢欣郁              | 何凱怡     | 佐藤亞璃紗 | 不固定配音            |            |
| 吉田大成 （E-26）         | －         | －         | 下妻由幸   | 符爽           | 孫誠                | 何家裕     | 長谷川蒂蒂 | 胡鎮璽                |            |
| 自律思考固定砲台 （E-27） | －         | －         | 藤田咲     | 穆宣名         | 傅其慧              | 鄭家蕙     | 橋本環奈   | 待查詢配音            |            |
| 堀部糸成 （E-28）         | －         | －         | 緒方惠美   | 穆宣名         | 錢欣郁              | 陳凱婷     | 加藤清史郎 | 魏晶琦                |            |
| 椚丘學園                  |            |            |            |                |                     |            |            |                       |            |
| 淺野學峯                  | 石川英郎   | －         | 速水獎     | 鈕凱暘         | 孫誠                | 嚴鎮華     | 日向丈     | 胡鎮璽                |            |
| 淺野學秀                  | －         | －         | 宮野真守   | 徐偉翔         | 陳彥鈞              |            | －         | －                    |            |
| 榊原蓮                    | －         | －         | 石川界人   | 符爽           | 黃天佑              |            | －         | －                    |            |
| 荒木鐵平                  | －         | －         | 勝杏里     | 鈕凱暘 →于正昌 | 陳彥鈞 →孫誠        |            | －         | －                    |            |
| 瀨尾智也                  | －         | －         | 高木俊     | 王辰驊         | 江志倫              |            | －         | －                    |            |
| 小山夏彥                  | －         | －         | 明平鐵平   | 鈕凱暘         | 孫誠                |            | －         | －                    |            |
| 職業殺手                  |            |            |            |                |                     |            |            |                       |            |
| 紅眼                      | －         | 三木真一郎 | 楠大典     | 王辰驊         | 陳彥鈞              |            | 阿部力     | 曹冀魯                |            |
| 羅夫洛                    | －         | －         | 松山鷹志   | 鈕凱暘         | 陳彥鈞              |            | －         | －                    |            |
| SMOG                      | －         | －         | 伊丸岡篤   | 王辰驊         | 江志倫              |            | －         | －                    |            |
| GRIP                      | －         | －         | 村瀨克輝   | 鈕凱暘         | 黃天佑              |            | －         | －                    |            |
| GASTRO                    | －         | －         | 子安武人   | 符爽           | 孫誠                |            | －         | －                    |            |
| 第二代死神                | －         | －         | 島崎信長   | 喬資淯         | 江志倫 孫誠（觸手） |            | －         | －                    |            |
| 其他人物                  |            |            |            |                |                     |            |            |                       |            |
| 白先生                    | －         | －         | 竹內良太   | 王辰驊         | 江志倫              |            | 成宮寬貴   | 曹冀魯                |            |
| 柳澤誇太郎                | －         | －         | 真殿光昭   | 王辰驊         | 陳彥鈞              |            | 成宮寬貴   | 李世揚                |            |
| 鷹岡明                    | －         | －         | 三宅健太   | 徐偉翔         | 陳彥鈞              |            | 高嶋政伸   | 李世揚                |            |
| 法田裕二                  | －         | －         | 村瀨步     | 穆宣名         | 陳彥鈞              |            | －         | －                    |            |
| 松方                      | －         | －         | 廣田行生   | 符爽           | 孫誠                |            | －         | －                    |            |
| 鬼屋敷櫻                  | －         | －         | 山村響     | 楊詩穎         | 傅其慧              |            | －         | －                    |            |
| 潮田廣海                  | －         | －         | 三石琴乃   | 穆宣名         | 傅其慧              |            | －         | －                    |            |
| 橡果                      | －         | －         | 間宮久留美 | 穆宣名         | 傅其慧              |            | －         | －                    |            |

配音員記載順序為：
- 電視動畫、遊戲、電影版與殺老師Q動畫／Jump Super Animation'2013 OVA／廣播劇（日本）；netflix版（台灣）
- 真人電影版演員／真人電影版的台灣配音員

僅記載一名者，為電視動畫配音員。

### 3年E班
椚丘中學的3年E班，被稱為「終點站E班」。他們成績低劣、紀律散漫，在校內臭名昭彰，受到其他學生和師長的歧視。比起同校的其他學生，在各方面都受到差別待遇，既不能參與課外活動，亦沒有直升高中的保障，教室也遠離主要的校舍，建立在偏遠的山上。椚丘中學透過這種差別待遇塑造階級制度，促使學生不斷地提升自己的成績，以免落入E班。
這一班的學生被指派了殺死班導師「殺老師」的任務，日本政府會提供他們所需的武器，並承諾在暗殺成功後發給巨額賞金。除了這個誘因，也有某些學生是出於私仇想要殺死殺老師。隨著故事進展，學生們發現了自己在暗殺上的才能，或是其它各方面的能力，讓他們逐漸培養起自信心，也變得比以前更知道自己存在的意義。

#### 教師
殺老師（Koro-sensei）
配音：福山潤／關智一／小野坂昌也（日本）；黃天佑（台灣）；蘇裕邦（香港）
演員：二宮和也
本故事的主角。椚丘中學3年E班的導師。自稱是將月球炸毀七成的罪魁禍首，並揚言要在來年三月炸毀地球。儘管世界各國的政府都無法捉拿或殺死他，但他主動提出交換條件，要求擔任3年E班的導師。為此，日本政府將暗殺任務分派給3年E班的學生。於是他向學生傳授知識，同時與學生兵刃相向的奇妙之旅便就此展開。
初至E班時表示自己沒有名字，茅野便為他取了「殺老師」這一暱稱，乃是將日文的「殺不死」（殺せない）和「教師」（先生）合寫而成。
外表像一隻黃色的章魚，有大頭和多根觸手，皮膚的顏色會隨心情變化。可以20馬赫速度移動，這讓他能在短時間內穿梭於世界各地，並成為難以捉拿的目標。十分博學，幾乎可以一個人教授所有科目。但隨著故事進展，學生也漸漸發現他的弱點。
實際上出生於第三世界的貧民窟，為了生存而殺人，技術日益純熟，也變得冷酷無情，能輕易拿下國家元首的首級，並且被稱為世界最強殺手「死神」。由於被其徒弟(死神2代)出賣，使得他被捉拿並送到研究機構中接受反物質的人體實驗。實驗主導者柳澤透過這個實驗改變了殺老師的身體結構。在實驗過程中，他與負責監視他時任3年E班導師雪村交流，漸漸取回人類的感情。但由於實驗之故，殺老師的身體將在隔年3月爆炸，屆時釋放的能量能夠毀滅地球。實際上，將月球毀滅七成的真正肇事者，就是曾被進行相同實驗的小白鼠。柳澤在得知此結果後想先殺死殺老師，但殺老師卻成功逃離，然而此行為卻意外造成雪村老師身亡。他對瀕死的雪村老師許下承諾，接替她教導E班的學生直至畢業，並將自己變成現在的模樣。
在E班畢業前夕，日本政府企圖以軍隊和大規模殺傷性武器殺死殺老師，此時柳澤和死神2代也加入戰場，E班的學生也因此受到影響。在拯救了自己的學生後，殺老師重傷；了解到自己死期將至，他要求E班學生殺了自己。與所有學生一一告別後，渚刺向他的心臟，他便化為點點光芒含笑而逝。
烏間惟臣（Karasuma Tadaomi）
配音：杉田智和／諏訪部順一／鳥海浩輔（日本）；孫誠（台灣）
演員：椎名桔平
日本防衛省官員，前空降團精銳部隊成員，電影中階級為上校。初次登場時向E班宣布日本政府與殺老師的交易，並賦予他們暗殺殺老師的任務。之後，他擔任E班的名義上的班主任和體育教師，傳授學生暗殺技巧並監視任務進度。儘管心地善良，但處事嚴格、不苟言笑，刻意與學生保持距離以保持自己的專業態度。代號死腦筋/ 掘雷鎚。
在軍隊中的名聲顯赫，打鬥技巧高超，戰術運用嫻熟，戰力可以說是本作無觸手裡的人類天花版。戰績可查：輕易將羅夫洛及鷹岡擊倒、肉膊戰中打贏死神二代、吸入毒氣的情況下擊倒SMOG...
非常保護和愛惜三年E班的學生，對淺野學峰的教育理念不表贊同，漸漸認同殺老師的教學方針。為了避免學生們被其他暗殺行動波及，在暗殺殺老師的條款中加入如果傷到學生則賞金作廢的內容。很懂因材施救，是把渚的暗殺才能發掘並應用的第一人，在培養暗殺專家方面，連羅夫洛也表示讚賞。
被伊莉娜·耶拉維琪和倉橋陽菜乃暗戀。與伊莉娜日久生情，在結局時結婚，並成為日本情報單位的高級幹部。
伊莉娜·耶拉維琪（Irina Yelavich）
配音：伊藤靜／堀江由衣／淺野真澄（日本）；傅其慧（台灣）
演員：知英
操塞爾維亞口音的性感女殺手，20歲。精通十種外語、交涉話術和色誘技巧。受雇殺死殺老師，在失敗之後成為E班的外語教師。由於姓氏中「vich」（ヴィッチ）的發音近似於「Bitch」（ビッチ，蕩婦），因此被學生取了「Bitch老師」的外號。負責教導學生外語和接待技巧，並以深吻懲罰在課堂上答不出問題的學生。
年幼時因為村莊被軍隊洗禮，全家都被殺光，為了保命而殺掉欲殺害自己的士兵。被羅夫洛發現之後選擇加入其行列，學習各種暗殺技巧。除了色誘和暗殺之外，也是鋼琴高手。
比起教導暗殺技巧，她更常以其它方式協助E班，曾色誘敵方協助學生潛入敵營，並在學生被囚禁時為她們暗中送上武器。在E班任職期間逐漸喜歡上烏間，但因為烏間木頭般的反應，投靠死神2代。死神2代被打倒後被E班眾人原諒，再次回到E班，作風大有改變。最終與烏間結婚並加入防衛省，成為日本政府旗下的間諜。
雪村亞久里（Yukimura Aguri）
配音：川澄綾子（日本）
演員：桐谷美玲
前E班導師，他是茅野楓的姊姊、柳澤誇太郎的未婚妻。參與柳澤的研究，並在殺老師還是人類時與他相遇，負責監控其身體狀況，並這段期間培養了感情。當殺老師逃脫時，亞久里試圖讓他冷靜下來，但卻意外地被原本用來對付殺老師的武器所殺。
死前將自己的學生託付給殺老師，而殺老師也答應了她。這個景象被茅野楓目擊，使她產生誤會以為殺老師是殺了亞久里的人。

#### 學生
- 以下按學號順序排列，座位表粗體字為主要角色。

| 學生座位表 | 學生座位表    | 學生座位表    | 學生座位表    | 學生座位表      | 學生座位表      | 學生座位表      |
| 窗口/平台  | 第1列         | 第2列         | 第3列         | 第4列           | 第5列           | 第6列           |
| ---------- | ------------- | ------------- | ------------- | --------------- | --------------- | --------------- |
| 第1列      | E-6 片岡惠    | E-22 前原陽斗 | E-4 岡野日向  | E-2 磯貝悠馬    | E-10 倉橋陽菜乃 | E-9 木村正義    |
| 第2列      | E-7 茅野楓    | E-11 潮田渚   | E-17 中村莉櫻 | E-23 三村航輝   | E-25 矢田桃花   | E-14 竹林孝太郎 |
| 第3列      | E-21 不破優月 | E-13 杉野友人 | E-19 速水凛香 | E-3 岡島大河    | E-8 神崎有希子  | E-26 吉田大成   |
| 第4列      | E-20 原壽美鈴 | E-12 菅谷創介 | E-5 奧田愛美  | E-15 千葉龍之介 | E-18 狹間綺羅羅 | E-24 村松拓哉   |
| 第5列      | E-27 律       |               |               | E-1 赤羽業      | E-28 堀部糸成   | E-16 寺坂龍馬   |

赤羽業（Akabane Karuma）
配音：岡本信彥／同左／島崎信長（日本）；江志倫（台灣）
演員：菅田將暉
業是渚認識最久的朋友之一。個性中二輕佻，恃才傲物，但亦是E班最聰明、學習最好、戰鬥能力最強的學生。初出場是在停學之後，一來便傷害到殺老師。其天賦在全校數一數二，原本成績優秀深受老師喜歡，但因打抱不平傷害到學生中的尖子，被信任的老師所訓斥奚落，於是再次出手結果跌落E班。
殺老師來到E班後讓他對老師改觀，但他還是不時會翹課，以致一開始沒能遇上鷹岡。學業上他本來便只輸淺野學秀，但卻曾因輕敵而被其他學生拋離。後在失敗之中學習，理解到天外有天，尊重及欣賞其他人的長處，最終得以在期末考時以幾乎全科滿分的成績奪得全級第一名。
最早發現渚的暗殺才能。在暗殺訓練中展現絕佳的動態視力和近身戰鬥能力，除此以外，因為鬼點子多，作戰非常靈活而且花樣百出。雖然E班大部份計劃的領頭人都是磯貝，但業卻主導了兩場極為重要的作戰：殺與不殺派的生存戰，及終章中全員返回舊校舍的滲透戰。代號中二半。
除了渚以外，與他關係較好的同學包括：經常一起調戲渚的中村、常被委託調配惡作劇用的毒藥及向她透露心事的奧田以及經常捉弄或指使頭腦不好的寺坂。
畢業後，他投身官場並企圖擴張自己的勢力版圖。
名字是源於梵語的業。
磯貝悠馬（Isogai Yūma）
配音：逢坂良太／上村祐翔／本橋大輔（日本）
演員：加藤雄飛
E班的男班長。長相英俊，個性勤奮好學，性情溫和善良，甚有領導才能，但作為隊員也很稱職。即使身在E班，也曾收過E班以外的學生所寫的情書。為單親家庭裡的長子，家境窮困，母親常年臥病在床，弟妹年幼，使得他必須要冒著違反校規的風險在咖啡廳打工，結果被揭發，原本成績尚可的他因此落入E班。代號貧窮委員。
原本學習底子就不差的他在E班裡受殺老師教育後更進一步，考試基本都能躋身前列，尤其擅長社會科。期中考時奪得社會科第一名，期末試仍然是該科第一名，也是全級第四，在班裡僅次於業和中村。暗殺訓練裡他的動態視力、體術和刀術都很出色，尤其當與前原合作之時更加厲害。對全班同學的優缺點都非常理解，在大部份行動中都擔任領導角色。
他在班上較要好的同學是前原，二人自小便是好友。由於家境之故，有著高超的料理才能，甚至能將觀賞用金魚製成佳餚，即使衣服全是便宜貨也能穿得時尚。
岡島大河（Okajima Taiga）
配音：内藤玲／中務貴幸／無（日本）
演員：長村航希
個性好色，喜歡蒐集及閱讀色情書刊，並曾以此來引誘好色的殺老師至佈好的陷阱。興趣是攝影，並對攝影機相當有研究，在全班被死神挾持做為人質時，看出監視器的死角並讓眾人躲在死角，成功蒙騙了死神2代。代號變態終末期。
岡野日向（Okano Hinata）
配音：田中美海／飛野可奈子／内村史子（日本）
演員：高橋紗妃
E班中最擅長體操的學生，但由於花費大量時間練習而導致成績下滑，因此進入E班。擅長刀術，行動敏捷靈巧，學業成績在全班下游。班上關係較好的同學是片岡惠，與男生中跑最快的木村正義保持良性競爭關係。暗戀前原陽斗，因其喜怒皆形於色所以實際上全班都知道。代號厲害猴子。
畢業後，他和他的大學同學使用E班舊校舍附近的山地作為運動訓練場。
奧田愛美（Okuda Manami）
配音：矢作紗友里／荒川美穗／無（日本）
演員：上原實矩
是個戴大眼鏡的文靜女孩，內向且誠實。精通數學和化學，但文科則很弱。曾經調配過毒藥，並誠實告知殺老師「這是毒藥」的前提下希望對方能喝下。在殺老師的提點之後，她逐漸明白語言的力量，並努力改善溝通障礙的情況，終於在期中考成功獲得理科第一。代號毒眼鏡。
畢業後，作為科學家藉著對殺老師的生物性研究出可適用於各種血型的人造血液，並與竹林合作，希望用於臨床醫學。
片岡惠（Kataoka Megu）
配音：松浦知惠／後藤香織／福原綾香（日本）
演員：宮原華音
E班的女班長。在學業和運動方面都很出色，指揮能力出眾，也很愛照顧人，再加上英姿颯爽的外形和個性，有「帥氣惠」（イケメグ）的外號。比較著重紀律，常對比較頑皮的前原、岡島等進行約束，代號凜然說教。
游泳健將。在二年級時，她因為協助指導同學多川心菜游泳而導致自己的成績下滑並進入E班。不認真練習的多川卻將不會游泳的錯推給片岡。經殺老師提點後，片岡了解到在照顧對方的同時，也必須要培養對方的自立心態，終於和多川解除了病態共依。
學業上沒有最擅長的學科，但每次考試成績都在全班中的前列，並在期末考中位列全級第六。暗殺技巧中，更擅長近身戰。同班同學裡跟磯貝和岡野關係較好。
茅野楓（Kayano Kaede）
配音：洲崎綾／竹達彩奈／大地葉（日本）；傅其慧（台灣）
演員：山本舞香
渚最親密的朋友之一，活潑友善，經常與渚一起行動，有著相似的髮型。楓對自己近乎平坦的胸部感到困擾，極度反感巨乳的女性。非常喜歡吃布丁，曾策劃製作一個巨大布丁謀求殺死殺老師。代號永遠的0。
後揭露真實名字為雪村亞佳里（ゆきむら あかり），是雪村亞久里的妹妹，曾是著名天才童星。她誤認為殺老師是殺死自己親姊姊的兇手，並從柳澤的實驗室中竊取觸手細胞在自行注射到自己的後頸，再改名換姓滲透到E班。一直以高超的演技蟄伏著，等待適合出手的時機，並在真相揭露前一次都沒有使用過觸手。
在以觸手與殺老師正面交鋒的過程中，被觸手侵蝕使她變得瘋狂，亦開始危及生命。期間為了引開她的注意力，渚上前強吻了她，在楓大感震驚之時，殺老師便藉機將其觸手細胞拔除。在她得知殺老師並非自己的殺姊仇人後，復仇之心便消退了，取而代之是對渚萌生了前所未有的情感。
在殺老師與死神2代戰鬥中，她試圖掩護殺老師，但卻被敵人重創。所幸，殺老師仍能透過手術救她一命，但至此殺老師也耗盡能量倒下。
在殺老師死後，她恢復了從前的演藝活動並變得比以前更有名了。
神崎有希子（Kanzaki Yukiko）
配音：佐藤聰美／佐藤利奈／無（日本）
演員：優希美青
是E班男生公認最美的女生，舉止端莊，優雅隨和，是隱藏的電玩高手。出身自教養嚴格的富裕家庭，由於家規嚴格，虛榮心強的父親要求她必須追求高學歷和優越的工作，使得有希子心生逃離念頭。她開始翹課並出入電子遊樂場，更改變打扮的風格，結果成績下滑落入E班。聽到殺老師的話後，明白到只有自己面向未來不斷進取這一點才是最重要。代號神崎名人。
有敏銳細膩的心思，在竹林轉班時第一個理解到他也有苦衷，也很早就察覺到茅野對渚的情感。在班上關係較好的同學是茅野、渚和杉野。學業中最擅長國語，暗殺術中比較擅長槍法。
畢業後成為護理人員。
木村正義（Kimura Justice）
配音：川邊俊介／橋田旭弘／無（日本）
演員：荒井祥太
E班跑步速度最快的學生，跑百米僅需11秒，擅使雙槍。代號Justice。雙親皆是警察，因此為他取了「正義」的名字，但他並不喜歡這個名字。因為「正義」做為名字時通常發音為「Masayoshi（まさよし）」，但他的名字讀作「Justice（ジャスティス）」。在經過殺老師的開導後，他了解到名字並不重要，重要的是名字的主人有何成就。在班中學業成績位於下游。
倉橋陽菜乃（Kurahashi Hinano）
配音：金元壽子／福山綾夏／無（日本）
演員：志村玲那
陽光天真的女孩，愛好大自然和生物，喜歡一般女生懼怕的蟲類，擅長在野外識別和採集各種昆蟲。暗戀烏間老師，並有些忌妒碧琪老師。代號慵懶鍬型蟲。
畢業後，她使用E班舊校舍週圍的山林給孩子做為自然教學的場所。
潮田渚（Shiota Nagisa）
配音：淵上舞／東山奈央／山本希望（日本）；錢欣郁（台灣）
演員：山田涼介
故事另一個主角、第一人稱敘事者。外表中性、脾氣和善、身材瘦小，一眼看去，很容易被認為是最弱小的學生，甚至比一些女同學更纖弱。因為外貌關係常被業和中村調戲，在行動中有時也不得不穿上女裝。代號性別不明。
同班同學中與杉野、茅野和業走的比較近。在學業中比較擅長英語。
烏間、羅夫洛和殺老師都認為他是班上最有才能的、渾然天成的暗殺者。能泰然自若地接近目標，面不改色地出手。當實行暗殺時，眼神會變得冷酷。全班裡唯一擁有必殺技的人。常記下殺老師的弱點，儘管大多都微不足道，但也有些起了關鍵作用。在實績上，兩次擊敗鷹岡，在班中殺與不殺生存戰中以一殲四，並在與業的最終對決中勝出。
父母分居多年，現與母親同位。其母有控制狂性格，由於年輕時沒能進入一流公司，而且不被允許打扮，使得她將這些期望轉移到渚上，強逼渚留長髮並把他打扮得像個女孩。由於母親陰晴不定，間接培養了渚察言觀色的才能。渚與死神2代一戰中發現這類似於意識的波長，並將它運用在暗殺中。在發現了自己的暗殺才能後，他開始猶豫自己未來是否該走向職業殺手一途，但從其它殺手的手中救了母親一命後，他意識到自己應該將才能用來拯救他人。
在故事結尾，當殺老師與3年E班一一道別後，由他動刀殺死了殺老師。大學畢業後，成為了和殺老師一樣的教師。當他以實習教師的身份前往某高校班別準備授課時，受到班上的一眾不良學生威脅，渚使出暗殺手法輕易地制伏了對方，最終順利展開教師工作。
菅谷創介（Sugaya Sōsuke）
配音：宮下榮治／不明／無（日本）
演員：小澤顧亞
具有傑出的美術才能，擅長迷彩和偽裝，但他的雙親都認為他只是在塗鴉，並要求他把心力放在課業上。當殺老師讚許了他的作品時，他感到開心而且獲得成就感。代號美術高個子。學業成績處於全班下游。在畢業後，他成為藝術家並在一座美術館中創作巨大的藝術品。
杉野友人（Sugino Tomohito）
配音：山谷祥生／本城雄太郎／無（日本）
演員：市川理矩
渚的好友之一。在因為成績過差而進入E班之前，他曾是校內棒球社的成員，他夢想成為職業棒球運動員，並以美國職棒大聯盟選手為效法對象。暗戀神崎有希子。在棒球社與E班比賽之後，他與棒球社的進藤成為好友，並希望升上高中後再度於球場上對決。暗殺技術裡最擅長近身戰，被稱為全班最強，但在本作中沒有展現過。代號棒球白痴。畢業後，他成為大學校隊的王牌投手。
竹林孝太郎（Takebayashi Kōtarō）
配音：水島大宙／無／無（日本）
演員：吉原拓彌
他的個性文靜，不擅長運動，是動畫和女僕咖啡廳的愛好者。在暗殺行動中，他通常負責分析狀況並提供方案，也負責火藥的運用。出身醫師世家，兄長就讀於東京大學醫學系，對此他感到巨大的壓力。代號眼鏡(爆)。
腦筋非常不錯，但讀書不得要領只懂死記硬背。在殺老師來之後，成績突飛猛進，躋身班中前列。因考得好加上渴望家人的認同曾一度離開E班，以祈獲得更好的教學環境。但進入A班後不久，他便發現A班的班級氣氛和教學品質遠比不上E班，而理事長還想利用他抹黑E班。結果，他藉著公然破壞理事長的獎牌而再度回到E班。在期末考中獲得全級第五。
畢業後，他成為醫生並與奧田愛美合作，藉著對殺老師的生物性研究而做出醫學方面的突破。
千葉龍之介（Chiba Ryūnosuke）
配音：間島淳司／無／無（日本）
演員：大岡拓海
眼睛被長髮遮蓋，沉默寡言，嚴肅冷靜，但也因此不擅於找人求助。當成績跟不上時不知如何應對，結果逐漸下跌到E班。同時，他擁有E班最頂尖的、可匹敵職業狙擊手的超遠距離狙擊能力，擅長空間和彈道計算。與速水凜香的感情較好，二人經常一起磨練射擊能力。
畢業後成為建築師，由於有交流障礙而在面試時遇到困難，經過多次失敗後決定自己開業，並由速水協助他應對客戶。代號美少女遊戲主角。
寺坂龍馬（Terasaka Ryōma）
配音：木村昴／無／小池謙一（日本）；陳彥鈞（台灣）
演員：菅原健
代號假鷹岡。E班學生中塊頭最大的，有著自己的小團體「寺坂組」。成績差勁，學習態度消極，自認沒有前途。在殺老師進入E班時，他認為殺死殺老師並賺取高額獎金是自己出人頭地的唯一機會，便唆使渚以自殺式襲擊殺害殺老師。曾被白所利用，在暗殺殺老師的過程中意外使得E班全體學生陷入致命危機，之後懊悔不已。
在伏魔島時，隱瞞自己中毒的事實並加入偷襲鷹岡的行列，並用當初和白交易的報酬買來的電擊棒打倒警衛。在渚因為鷹岡炸掉解藥而失去理智時，用言語令他回復理智。當糸成被白拋棄發狂時，他與他的團體接納了糸成。理解到自己實際上在暗殺裡不適合當老大，在行動中一般擔當肉盾和苦力。在期終試中成績為全班最差，不過依然是全級第46名。
在畢業後，他投身政治並成為一位政治家的助手。
中村莉櫻（Nakamura Rio）
配音：沼倉愛美／田端美保／無（日本）
演員：竹富聖花
辣妹風格的女孩，性格豪爽大方，喜歡開玩笑。代號辣妹英語。
學習能力優異，尤其擅長英語。在小學時曾被稱為天才，但因為想讓自己變成能和朋友嬉鬧玩笑的普通人而放縱自己玩耍，卻矯枉過正地令成績大幅下滑並落入E班。她很感謝在E班中能同時做到「保持聰明」和「與朋友們一起玩樂」這兩種情況。話雖如此，實際上還是一個很認真的女孩。在期末試中考獲英文全級第一，總成績全級第三的好成績。
她經常會因為潮田渚中性的外觀而對渚性騷擾，例如為他換上女裝，業經常是她的幫兇。儘管中村在了解到渚的家庭狀況後對此道歉，但隨即又故態復萌。在情人節篇中透露，她也對渚頗為喜歡。
想成為外交官，她在漫畫中最後一個鏡頭是與英國的學生們一同遊玩。
狹間綺羅羅（Hazama Kirara）
配音：齋藤楓子／坂本明日美／無（日本）
演員：大熊杏實
寺坂組成員之一，外貌和個性都很陰沉，喜歡閱讀，語文及語言的能力出色，在文化祭時負責撰寫菜單上的文案。在E班為了娛樂其他班級而進行話劇表演時負責撰寫劇本。雖然是改編自童話《桃太郎》，但故事風格異常晦暗寫實，讓看了戲的其他班級成員直倒胃口。代號E班的暗黑。暗殺而言並不出眾，但因身板小，在潛行方面非常不錯。
畢業後成為圖書館館員，並且變得很漂亮。
速水凛香（Hayami Rinka）
配音：河原木志穗／森嵜美穗／優木加奈（日本）
演員：田中日南乃
丹鳳眼的女孩，班中另一位頭號射手，尤擅狙殺動態目標，經常和千葉一同切磋。由於是鑰匙兒童，性格有些孤傲，給人難以接近的印象，也不懂得示弱和找藉口逃避。面對小貓時會露出癡迷的神情。與矢田桃花關係友好，代號傲嬌狙擊手。
畢業後，磨練好交涉和言語表達技巧，與千葉一同經營建築師事務所。
原壽美鈴（Hara Sumire）
配音：日野未步／山根希美／無（日本）
演員：金子海音
廚藝精良，家政能力出色，學業成績其實也不错。身型比較肥胖，但在訓練之下變得靈活。富含母性，目標是成為一名優秀的主婦。名言是：麵包，是液體啊。代號椚丘之母。
不破優月（Fuwa Yuzuki）
配音：植田佳奈／無／無（日本）
演員：武田玲奈
漫畫專家，尤其喜歡推理漫畫，每天都會帶不同的漫畫到學校推薦給同學。有著敏銳的觀察力、推理能力和分析能力，在伏魔島時，她是最早發現殺手冒充成店員的人，而在小律取得各國對殺老師的研究資料後，是她負責篩選出可用的資訊。暗殺術裡比較擅長槍法。偶爾會打破第四道牆，交待作者心聲。代號這本漫畫不得了。
前原陽斗（Maehara Hiroto）
配音：浅沼晋太郎／KENN／無（日本）
演員：岡田隆之介
長相英俊的花花公子，主張一夫多妻制。曾與C班的學生交往，但由於自己E班的身份而被取笑，因而擔心自己若不是E班，是否會欺負弱者。在E班同學替他出了一口氣後，他了解到看似弱者的人也有自己的長處，而殺老師也表示認識到這一點的人不會欺負弱者。跟磯貝悠馬為多年好友，二人在暗殺術上都擅長刀術和體術，合作非常默契。學業上一直屬於全班下游。代號好色無用男。
三村航輝（Mimura Kōki）
配音：高橋伸也／山口智大／無（日本）
演員：三河悠冴
喜歡看電影，夢想成為電影導演，在伏魔島事件時，負責剪輯關於殺老師的影片，並身兼旁白和配樂工作。此外，他喜歡彈空氣吉他。代號香菇監督（導演）。
村松拓哉（Muramatsu Takuya）
配音：原澤晃綺／宮本譽之／無（日本）
演員：高尾勇次
寺坂組成員之一。家中經營麵店，對父親的廚藝頗有微詞。是班上廚藝最好的男生，在家政課和女學生中最會做菜的原壽美鈴鬥得難分難解。原本跟隨寺坂，但因殺老師的補習使其有進步而被寺坂指責。代號絲瓜。
七年後繼承家業。
矢田桃花（Yada Tōka）
配音：諏訪彩花／戶田惠／無（日本）
演員：佐藤亞里沙
E班中胸部最大的女孩。潛行與交涉的專家，與碧琪老師的關係良好，向她討教了許多交際、色誘和接待的技巧。在班裡與片岡惠和速水凜香的關係較好。她的志向是經商。代號馬尾與胸部。
吉田大成（Yoshida Taisei）
配音：下妻由幸／無／無（日本）
演員：長谷川蒂蒂
寺坂組成員之一。家中開摩托車行，對摩托車很感興趣，擅長機械改裝，和殺老師在此話題上聊得很投機。代號本壘板。
畢業後繼承家業，並在大學修習管理學。
自律思考固定砲台（Jiritsu Shikō Kotei Hōdai）
配音：藤田咲（日本）
演員：橋本環奈
E班的第一位插班生，是挪威開發的人工智慧。外表是一個巨大的機箱，側和背面可以伸出大量砲管發射彈藥，正面有個小螢幕，能表現擬人形象，雖然作為機器沒有性別，但表現的形象為女性。她被政府派送到E班以完成暗殺任務，原本是毫無感情的機器，透過不斷地修正彈道並完善狙擊技巧。然而，因為她在課堂上不斷射擊使課程根本不能進行，被其他學生們綁起。經殺老師改造後，她開始有了感情、懂得叛逆，並與E班學生成了朋友，並被取了一個比較短的暱稱「小律」。代號萌箱。
自此，她便經常負責情報蒐集、遠距通訊、複雜計算、方向導航等任務，也會透過成為行動應用程式來進入所有同學的手機，輔助大家執行暗殺或其他事宜。對付死神2代時，因為被駭，是其唯一一次不能幫助E班的情況。
畢業後，她不斷地透過網路蒐集資訊並自行提升自己的機能，感情也不斷豐富起來。
其專用角色歌「千本櫻」收錄於TV動畫第一期BD/DVD第五卷特典CD中。此外其配音員藤田咲是虛擬偶像初音未來聲音的來源。
堀部糸成（Horibe Itona）
配音：緒方惠美（日本）
演員：加藤清史郎
第二位插班生。父親是小型電子產品工廠的老闆，因為工廠倒閉破產而跑路。之後暫時被白收養並被他植入與殺老師類同的觸手，因此自稱殺老師的弟弟。
敗給殺老師後，觸手被移除。之後，寺坂接納了他成為寺坂組的一員。由於家庭背景之故，擅長機械和電子產品，曾改裝過遙控車和無人機來進行暗殺。名字的意思為「即使一開始是弱小的細絲，慢慢紡織後就會變強大」。代號COROCORO男 (又譯三下五除二，港譯織織復織織)。
在升學試前終於被其父親所找回。畢業後，他繼承家業並希望重建工廠。

### 椚丘學園
淺野學峯（Asano Gakuhō）
配音：速水獎／無／石川英郎（日本）
演員：日向丈
椚丘中學理事長，淺野學秀的父親，父子間的關係緊張。教學能力足以匹敵殺老師，可以一人負責所有科目，精通空手道和人性。在A班敗給E班之後，他接任A班的導師並親自教學，除了要證明自己的教學理念是正確的，同時也要打倒E班。他以近乎洗腦的方式，讓整個3年A班成為殭屍般的考試機器，學秀也因此推斷自己的父親已陷入瘋狂，尋求E班的協助。
在他與殺老師的對決中，曾一度把殺老師逼上絕境，在敗北之後，他的過去也被揭開。原本他也曾經充滿熱情、有遠大抱負的老師。初始的補習班只有三個學生：池田陸翔（配音：山下大輝（日本））、森（配音：七瀬彩夏（日本））和永井（配音：工藤雅久（日本））。當中，池田是個夢想成為籃球員的學生，但在升上高中後因為被霸凌而自殺。這讓他十分傷心與內疚，認為這是因為自己沒有教導自己的學生變強之故。自此他開始變得冷漠和工於心計，他報復了那些曾霸凌池田的學生，讓他們沉迷賭博並荒廢人生。被殺老師曉以大義後，找回教育的初衷並同意讓殺老師和E班繼續存在，和兒子學秀的關係也有所改善。
在畢業典禮頒發畢業證書時，囑咐渚不能忘記殺老師所教授的一切，因為他們這些E班的學生是證明殺老師曾存在的證明。因殺老師事件辭去理事長一職，臨行前與森和永井重遇，後重新開設補習班。

#### 五英傑
3年A班是椚丘中學裡成績最頂尖的班級，而該班中成績排名前五的學生被稱為五英傑，以淺野學秀為領導者。
淺野學秀（Asano Gakushū）
配音：宮野真守（日本）
椚丘學園理事長淺野學峯的獨生子，是3年A班的領袖，學生會會長，精通五國語言，法律和音樂方面亦有造詣。他聰明自負，與父親的關係相當緊張。他聲稱自己所領導的A班是最優秀的，但多次敗給了E班後，他也開始否定理事長的教學理念，並企圖反抗他，要求A班和E班必須在期末考試時公平對決。
他在E班裡的主要對手是赤羽業，是唯一一位在成績上能匹敵他的學生。最終，學秀在期末考敗給了業。在父親承認自己的過錯並找回初衷後，父子關係有所改善。
在升上高中後，與業繼續保持著競爭關係。
榊原蓮（sakakibara Ren）
配音：石川界人（日本）
學生會書記，善於文學，徹底稱霸所有人文系競賽的銳利詩人。是個受女生歡迎的美男子。
荒木鐵平（Araki Teppei）
配音：勝杏里（日本）
廣播社社長，有著豐富的社會知識，立志成為媒體人。
小山夏彥（Koyama Natsuhiko）
配音：明平鐵平（日本）
生物社社長，記憶力拔群，擅長理科。
瀨尾智也（Seo Tomoya）
配音：高木俊（日本）
學生會議長，曾經在洛杉磯住過一年，英語能力卓越。

#### 其他學生
進藤一考（Shindou Kazutaka）
配音：佐藤拓也（日本）
3-B班男學生，棒球社主將，是奪走杉野友人棒球社王牌位置的人。原本蔑視杉野和E班的實力，在球技大賽落敗後態度有所轉變，並與杉野成為朋友。
田中信太（Tanaka Nobuta）、高田長助（Takada Chōsuke）
配音：後藤弘樹&矢部雅史（日本）
3-D班學生，在中一至中二時是潮田渚的同班同學。經常潮笑渚和E班。

### 職業殺手
紅眼（Red Eye，其他譯名：赤紅之眼）
配音：楠大典／三木真一郎／無（日本）
演員：阿部力
企圖在E班於京都畢業旅行時狙擊殺老師，但在經過多次失敗後放棄了，後與殺老師共進一頓火鍋。椚丘學園祭時來學校探訪大伙，還順便帶來了剛射下來的野味。
羅夫洛·布洛夫斯基（Lovro Brovsky, ）
配音：松山鷹志（日本）
俄羅斯殺手仲介商，伊莉娜的師傅。他初次來到3年E班是為了帶走伊莉娜，因為他認為伊莉娜做為殺手在那裡已經沒用，但伊莉娜證明了自己的能力。再度登場時作為烏間的助手協助E班的訓練，發現了渚的殺手才能，並將一項絕招傳授給他。
SMOG
配音：伊丸岡篤（日本）
以毒氣作為武器的殺手，也懂得自己開發新型病毒。被鷹岡雇用，被不破優月識破身份後，被烏間老師擊倒。
GRIP
配音：村瀬克輝（日本）
徒手為戰鬥風格的殺手。被鷹岡雇用，和赤羽業對決時使用了SMOG的毒氣罐，卻被對此早有預謀的業以相同手法反將一軍而敗北。
GASTRO
配音：子安武人（日本）
以手槍為武器的殺手，經常以手槍沾醬進食，口頭禪是「槍好好吃」，曾經當過傭兵，能憑呼吸知道敵人位置。被鷹岡雇用，他被E班的團體戰術耍得團團轉，最後由千葉龍之介和速水澟香聯手擊敗。
第二代死神
配音：島崎信長（日本）
世界最強的殺手，他透過改造身體讓自己變得更強，例如在食指植入小口徑的槍。
初登場時是個平凡的賣花店長，替被E班弄傷了的院長叫救護車。後趁其心理波動時綁架伊莉娜並將她洗腦，後被趕來營救E班的烏間擊倒。
後被揭露為第二代死神，是人類時期的殺老師(第一代死神)的學生。出身於富裕家庭，父親是一個在某日即使突然暴斃也不會覺得奇怪的惡人。當目睹殺老師殺死父親的過程後，為對方神乎其技的暗殺技巧着迷，事後便拜殺老師為師。
嚮往成為像殺老師一樣的殺手，但因為殺老師只是教,而沒有真正關注過他，遲遲得不到恩師的認同，最後背叛了殺老師並奪去其死神的頭銜。之後與柳澤合作並被植入觸手細胞，除了能以殺老師兩倍的速度40馬赫移動，還有大量觸手作武器。最終仍然不敵殺老師，被其以特殊材質的刀刺中，灰飛煙滅而亡。殺老師自責一直對他沒有盡教師的責任，並希望他們來世再見。

### 其他角色
白／柳澤誇太郎（Yanagisawa Kotarō）
配音：竹內良太〈白先生〉、真殿光昭〈柳澤〉（日本）
演員：成宮寬貴
全身壟罩在抗殺老師物質所製成的白袍內的神祕科學家。初登場時自稱白先生，是糸成的監護人，將觸手安裝在糸成頭上以對抗殺老師。
本名為柳澤誇太郎，是研究反物質的權威，也是雪村亞久里的未婚夫。對她並沒有感情，只是頤氣指使和虐待她。是對殺老師進行實驗的主導者，在他的實驗付之一炬後，收養了糸成，但又在他失敗後將之拋棄。後與第二代死神接觸，兩人都安裝了觸手，在最後大戰中還是被殺老師擊敗，半身不遂，以半植物人的形式度過餘生。
鷹岡明（Takaoka Akira）
配音：三宅健太（日本）
演員：高嶋政伸
烏間老師在軍隊裡的同僚，非常嫉妒烏間的表現。他被安排到E班擔任新的體育教師，教學理念為「糖和鞭子」。雖然與學生們以家人相稱，卻以父親自居而肆意精神和肉體上虐待學生。
為了擊潰全班士氣以及對抗烏間，讓其選中一名學生與之以真刀對抗。烏間結果選了渚，而渚也很好地完成了任務。淺野學峰見其教育能力不足，直接將他辭退。鷹岡之後便從軍裡失蹤。
在E班前往沖繩進行校外教學時再度出現，雇用了三個殺手，並讓E班一半的學生中毒。烏間率領著剩下的學生在接連打敗他雇傭的殺手後，以解藥為要脅，要求渚與他再次正面對決。這次還是由渚勝出。最後，鷹岡被軍隊給逮捕。
龍輝（Ryūki）
配音：樋口智透／手塚弘道（日本）
在E班畢業旅行時策劃綁架的高中生，在綁架事件後遭學校留級。因無意間撿到殺老師撰寫的《畢業旅行指南》而成為精通京都旅遊的「修業旅行之神」。
冒牌小律／尾長仁瀨（Onaga Nise）
配音：藤田咲（日本）
烏間的上司的女兒，特徵為咪咪眼和略胖身型。由於小律本身是基於暗殺行動而具有學生身份的人工智能，因此在需要於其他班級的學生面前露面時，由她擔任小律的替身。她在接受小律輔導後成績顯著提升，他爸爸也相當高興。在期末考中雖然實際沒有跟三年E班的同學們一起上過課，卻也成功考進全級50名之內。
法田裕二（Norita Yūji）
配音：村瀨步（日本）
對生活感到無趣的富二代，有酗酒和嗑藥惡習。對身穿女裝的渚一見鍾情，並為了他戒去酒和毒。於文化祭時再度登場，被渚開導後開始積極地利用自己的優勢過生活，成為一名著名的美食部落客。
松方（Matsukata）
配音：廣田行生（日本）
育幼院「若葉園」的經營者，因為E班練習跑酷撞倒他而受傷。E班為了補償他，替他改建了他的育幼院，並照顧院裡的孩子，終於獲得其原宥。在文化祭時曾與育幼院的員工和小孩去E班的食店捧場。殺老師死後，育幼院獲得了一部份由E班捐出的賞金，金額之高使之大為震驚。
鬼屋敷櫻（Kiyashiki Sakura）
配音：山村響（日本）
育幼院「若葉園」的小學五年級女孩，因為被霸凌而長期拒絕上學，對學校和同學並不信任。在渚的教導下，漸漸重新融入校園生活，漸漸喜歡上渚。在結局時，她已經完全適應學校生活，亦交到了同齡朋友。
潮田廣海（Shiota Hiromi）
配音：三石琴乃（日本）
渚的母親，由於自己以前的失敗，在生下渚之後成為控制狂，強迫渚必須考上自己當年沒能就讀的一流學校，並迫他留長髮、作女性裝扮，也因此與丈夫分居。由於渚拒絕轉到更好的學校，而打算強迫渚親手燒毀E班校舍，讓他沒有退路。途中遇上殺手，被渚出手相救，渚也趁機說明自己的意願。事後，對渚的態度軟化，在渚畢業時，與丈夫一同出席並表示會嘗試重修舊好。
克雷格·北條（Craig Hōjō）
演員：橋本哲
傭兵集團的首領，前綠扁帽部隊菁英，是游擊戰與破壞的專家，政府為了殺死殺老師而聘請他的部隊，但由於在與E班的對決中，E班沒有使用真槍實彈，因而對是否該痛下殺手感到猶豫，最後敗給了E班。
動畫版中沒有出場，改由自衛隊隊長（配音：丹澤晃之（日本））取代其戲份。
橡果（Kunudon）
配音：間宮久留美（日本）
椚丘學園吉祥物，僅在單行本附錄和動畫出現，擔任解說和吐槽工作。在第二季13集數末尾被理事長開除驅趕到了E班 ，稱其為沒用橡果。

## 出版書籍

### 漫畫
| 集數 | 副標題 | 副標題     | 副標題     | 集英社         | 集英社                                        | 東立出版社     | 東立出版社                                  | 天下出版       | 天下出版               |
| 集數 | 日版   | 台版       | 港版       | 發售日期       | ISBN                                          | 發售日期       | ISBN / EAN                                  | 發售日期       | ISBN                   |
| ---- | ------ | ---------- | ---------- | -------------- | --------------------------------------------- | -------------- | ------------------------------------------- | -------------- | ---------------------- |
| 1    |        | 暗殺課     | 暗殺課     | 2012年11月2日  | ISBN 978-4-08-870596-5                        | 2013年4月1日   | ISBN 978-986-324-853-8                      | 2013年3月27日  | ISBN 978-988-8213-11-5 |
| 2    |        | 大人課     | 大人課     | 2012年12月28日 | ISBN 978-4-08-870604-7                        | 2013年5月8日   | ISBN 978-986-324-854-5                      | 2013年4月12日  | ISBN 978-988-8213-12-2 |
| 3    |        | 轉學生課   | 轉校生課   | 2013年3月4日   | ISBN 978-4-08-870633-7                        | 2013年6月21日  | ISBN 978-986-332-228-3                      | 2013年5月7日   | ISBN 978-988-8213-13-9 |
| 4    |        | 想不到課   | 意外課     | 2013年5月2日   | ISBN 978-4-08-870667-2                        | 2013年7月15日  | ISBN 978-986-332-564-2                      | 2013年6月5日   | ISBN 978-988-8213-39-9 |
| 5    |        | 出路課     | 出路課     | 2013年7月4日   | ISBN 978-4-08-870769-3                        | 2013年8月20日  | ISBN 978-986-337-112-0 EAN 471-0945-54224-9 | 2013年8月1日   | ISBN 978-988-8213-76-4 |
| 6    |        | 游泳課     | 游泳課     | 2013年10月4日  | ISBN 978-4-08-870769-3                        | 2013年11月22日 | ISBN 978-986-337-677-4                      | 2013年10月31日 | ISBN 978-988-8214-28-0 |
| 7    |        | 小島課     | 小島課     | 2013年12月27日 | ISBN 978-4-08-870854-6 ISBN 978-4-08-908203-4 | 2014年1月24日  | ISBN 978-986-348-005-1                      | 2014年1月28日  | ISBN 978-988-8214-50-1 |
| 8    |        | 機會課     | 機會課     | 2014年3月4日   | ISBN 978-4-08-880028-8                        | 2014年5月26日  | ISBN 978-986-348-675-6                      | 2014年4月7日   | ISBN 978-988-8214-62-4 |
| 9    |        | 衝擊課     | 衝擊課     | 2014年5月2日   | ISBN 978-4-08-880059-2                        | 2014年7月14日  | ISBN 978-986-365-150-5                      | 2014年6月16日  | ISBN 978-988-8214-80-8 |
| 10   |        | 小偷課     | 小偷課     | 2014年7月4日   | ISBN 978-4-08-880137-7                        | 2014年8月11日  | ISBN 978-986-365-366-0                      | 2014年7月25日  | ISBN 978-988-8215-02-7 |
| 11   |        | 運動會課   | 運動會課   | 2014年10月3日  | ISBN 978-4-08-880194-0                        | 2014年11月26日 | ISBN 978-986-382-083-3                      | 2014年10月31日 | ISBN 978-988-8215-30-0 |
| 12   |        | 「死神」課 | 「死神」課 | 2014年12月27日 | ISBN 978-4-08-880223-7                        | 2015年2月13日  | ISBN 978-986-382-452-7                      | 2015年1月31日  | ISBN 978-988-8215-46-1 |
| 13   |        | 出路課     | 出路課     | 2015年3月4日   | ISBN 978-4-08-880317-3                        | 2015年4月22日  | ISBN 978-986-431-097-5                      | 2015年4月17日  | ISBN 978-988-8215-53-9 |
| 14   |        | 期末考課   | 期末課     | 2015年5月1日   | ISBN 978-4-08-880354-8                        | 2015年6月24日  | ISBN 978-986-431-511-6                      | 2015年7月2日   | ISBN 978-988-8215-67-6 |
| 15   |        | 暴風雨課   | 風暴課     | 2015年7月3日   | ISBN 978-4-08-880425-5                        | 2015年9月9日   | ISBN 978-986-431-855-1                      | 2015年7月24日  | ISBN 978-988-8215-83-6 |
| 16   |        | 過去課     | 過去課     | 2015年10月3日  | ISBN 978-4-08-880485-9                        | 2015年12月4日  | ISBN 978-986-462-386-0                      | 2015年11月10日 | ISBN 978-988-8215-97-3 |
| 17   |        | 分裂課     | 分裂課     | 2015年12月28日 | ISBN 978-4-08-880581-8                        | 2016年2月19日  | ISBN 978-986-462-784-4                      | 2016年2月6日   | ISBN 978-988-8216-27-7 |
| 18   |        | 情人節課   | 情人節課   | 2016年3月4日   | ISBN 978-4-08-880627-3                        | 2016年5月3日   | ISBN 978-986-470-112-4                      | 2016年4月13日  | ISBN 978-988-8216-420  |
| 19   |        | 上學課     | 上學課     | 2016年4月4日   | ISBN 978-4-08-880651-8                        | 2016年7月1日   | ISBN 978-986-470-209-1                      | 2016年5月6日   | ISBN 978-988-8216-543  |
| 20   |        | 畢業課     | 畢業課     | 2016年6月3日   | ISBN 978-4-08-880686-0                        | 2016年8月17日  | ISBN 978-986-470-533-7                      | 2016年6月28日  | ISBN 978-988-8216-819  |
| 21   |        | 感謝課     | 感謝課     | 2016年7月4日   | ISBN 978-4-08-880727-0                        | 2016年9月27日  | ISBN 978-986-470-668-6                      | 2016年7月29日  | ISBN 978-988-8216-85-7 |

### 公式書
| 集英社 | 集英社       | 集英社                 | 東立出版社                             | 東立出版社    | 東立出版社             |
| 標題   | 發售日期     | ISBN                   | 標題                                   | 發售日期      | ISBN                   |
| ------ | ------------ | ---------------------- | -------------------------------------- | ------------- | ---------------------- |
|        | 2015年3月4日 | ISBN 978-4-08-880386-9 | 暗殺教室 公式角色書 點名的一課         | 2016年2月5日  | ISBN 978-986-462-612-0 |
|        | 2016年7月4日 | ISBN 978-4-08-880740-9 | 暗殺教室 插畫漫迷手冊 畢業紀念冊的一課 | 2016年12月5日 | ISBN 978-986-482-074-0 |

### 小說
- 松井優征、金沢達也『電影 暗殺教室（小說）』